# Центросимметричная матрица
Центросимметри́чная ма́трица (ЦС-матрица) — квадратная матрица
{\displaystyle A={\begin{bmatrix}a&\cdots &b\\\vdots &\ddots &\vdots \\b&\cdots &a\\\end{bmatrix}}} порядка n, элементы которой связаны соотношением aij = an+1−i, n+1−j (элементы симметричны относительно геометрического центра матрицы). Частным случаем ЦС-матриц является класс бисимметричных матриц.

## Свойства центросимметричных матриц
1. В множестве матриц порядка n ЦС-матрицы образуют подмножество, замкнутое относительно операций сложения, умножения и транспонирования (как следствие, данное подмножество образует кольцо).
2. Матрица, обратная к ЦС-матрице, сама является ЦС-матрицей.
3. Множество ЦС-матриц порядка n с определителем, не равным нулю, образует группу по отношению к операции умножения.

## Универсальное преобразование ЦС-матриц к блочно-диагональному виду
Для ЦС-матриц найдено универсальное ортогональное преобразование в явном виде, которое приводит любую ЦС-матрицу к блочно-диагональной. Преобразование имеет вид U−1AU, где U является матрицей преобразования того же порядка, что и A. Данное преобразование позволяет упростить процесс вычисления собственных элементов ЦС-матрицы.